# Adolphe de Chambrun
Charles Adolphe de Pineton Markies de Chambrun (Marvejols, 10 augustus 1831 - New York, 13 september 1891) was een Frans diplomaat.
Markies Adolphe de Chambrun trouwde op 8 juni 1859 in de Église de la Madeleine in Parijs met Hélène Marthe Tircuy de Corcelle, een directe afstammelinge van markies de La Fayette. Adolphe de Chambrun was een advocaat in New York en trad later in Franse diplomatieke dienst. Hij had scherpe kritiek op keizer Napoleon III, maar werd desondanks door de toenmalige minister van Buitenlandse Zaken Édouard Drouyn de Lhuys, als diplomaat naar Washington D.C. gezonden waar hij behoorde tot de selecte groep van vertrouwelingen van mevr. Lincoln. Tot aan zijn dood in 1891 was hij ambassaderaad.
Adolphe de Chambruns zoon Pierre de Chambrun (1865-1954) was een Frans politicus (PDP) en verzetsstrijder.

## Werk
- Impressions of Lincoln and the Civil War